# Заузимање Церића
Заузимање Церића била је битка током рата у Хрватској која се водила од 1. до 2. октобра 1991. године. Водила се између ХВ и МУП на једној страни, а ТО Крајина и ЈНА на другој страни. Битка се завршила српском победом и преузимањем Церића. Након ове битке ХВ и МУП су покушали неколико пута да врате Церић и деблокирају Вуковар, али сви напади су пропали.

## Борба

### Заузимање Церића
Уочи напада на Церић, јака киша и хладноћа обележиле су ноћ. Појачање одбране стигло је 1. октобра. Прва артиљеријска граната пала је око 3 сата, а артиљеријска припрема почела је око пола једанаест 2. октобра и трајала је сат и по. Тенкови и оклопни транспортери напали су из три правца: Мирковац, Маринци и између Церића и Мале Босне. И овим нападима Срби су коначно заузели Церић.

### Покушај повратка Церића
Нешто касније након пада Церића појавила су се појачања ХВ са МУП-ом који су покушали да га поврате. Њихов циљ је био да успоставе нови коридор кроз Церић и Маринце, како би се повезали са Богдановцима и Вуковаром. Али ЈНА, уз подршку оклопних јединица и артиљерије, концентрисала се на непријатељске снаге које су се приближавале, ЈНА је зауставила хрватску офанзиву.
ХВ је пар дана прије новог напада добила појачање из Вараждина, Осијека, Винковаца и Славонског Брода, што је укупно око 1.000 додатних војника. Миле Дедаковић је поново наредио напад за деблокаду Вуковара 13. октобра. Операција је почела у 05:30 часова 13. октобра, предвођена елитним јединицама МУП-а. Напад је готово одмах пропао, по цену 10 погинулих и 25 рањених војника МУП-а. Снаге ЈНА које су тада биле распоређене јужно и источно од Винковаца – оклопна бригада, две механизоване бригаде и моторизована бригада биле су једноставно прејаке.

## Последице
ХВ је поново покренуо напад према Церићу 2. и 13. новембра у нади да деблокадира Вуковар, али и ти напади су пропали.